# Zliten
Zliten (arabă زليتن) este un oraș în Libia.